# 750

## Události
Česko
Svět
- leden – Abú-l-Abbás, příjmením Saffáh, porazil posledního umajjovského chalífu Marvána II., zmocnil se celého chalífátu a nastolil vládu své dynastie, Abbásovců. Časem byl trůn přenesen z Damašku do Bagdádu, kde vládli Abbásovci až do vpádu Mongolů r. 1258.
- cca v tomto roce obrovský požár Teotihuacánu

## Narození
- Leon IV. Chazar – byzantský císař

## Hlavy států
- Papež – Zachariáš
- Byzanc – Konstantin V. Kopronymos
- Franská říše – Childerich III. (743–751)
  - Neustrie – Pipin III. Krátký (majordomus) (741–751)
  - Austrasie – Pipin III. Krátký (majordomus) (747–751)
- Anglie
  - Wessex – Cuthred
  - Essex – Svvithred
  - Mercie – Æthelbald
- První bulharská říše – Sevar